# Великая Решнёвка
Великая Решнёвка (укр. Велика Рішнівка) — село в Шепетовском районе Хмельницкой области Украины.
Население по переписи 2001 года составляло 574 человека. Почтовый индекс — 30413. Телефонный код — 30450. Занимает площадь 158 км².

## Местный совет
30450, Хмельницкая обл., Шепетовский р-н, с. Великая Решнёвка, ул. Ленина, 50а